# Matsuri Hino
Pour les articles homonymes, voir Hino (homonymie).
樋野 まつり
Œuvres principales
- Captive Hearts (1999-2002)
- Meru Puri (2002-2004)
- Vampire Knight (2004-2013)

Matsuri Hino (樋野まつり, Hino Matsuri) est une dessinatrice et scénariste de mangas, spécialisée dans le shōjo manga. Elle est principalement connue pour la série de shōjo manga Vampire Knight.

## Biographie
Matsuri Hino aime dessiner depuis qu'elle est enfant. Entre la fin de la primaire et le début du collège, elle commence à lire des mangas. A cette époque, son premier shōjo est Tokimeki Tonight (en) de Koi Ikeno (en). Les différents magazines qu'elle lit sont Ribon, Nakayoshi et Ciao, et le Shonen Jump, Shōnen Champion et Big Comic que son père achète. Elle regarde aussi des animés comme Le Petit Lord. Au collège, une amie lui fait découvrir le matériel pour faire des mangas. Après être sorti diplômé du lycée, elle est étudiante. De plus, elle travaille dans une librairie en tant que responsable de la section bandes dessinées à temps partiel,. Et c'est durant sa première ou deuxième année d'université qu'elle envoie à Hana to Yume des dessins.
En 1995, Matsuri Hino remporte le prix "Diamond Rookie" du 40e LaLa Mangaka Scout Course avec un oneshot nommé Kiss no Honto no Imi o Oshiete.
Elle fait ses débuts officiels en tant que mangaka avec le one shot Kono Yume ga Sametara dans le magazine de prépublication LaLa DX de l'éditeur Hakusensha le 10 septembre 1995, après avoir remporté le prix "Gold Debut" du 9e LaLa Manga Grand Prix,.
Ensuite, l'auteure fait d'autres oneshots.
En avril 1999, Captive Hearts, sa première série, est prépubliée dans le magazine LaLa. Toujours en 1999, l'auteure remporte le prix "Outsanding Debut" du 24e Hakusensha Athena Rookie of the Year au Japon,. En 2001, un CD-Drama sort. Et la série comptabilise au total cinq tomes.
Elle enchaîne ensuite avec la série à succès Meru Puri entre 2002 et 2004, comptant quatre tomes.
En novembre 2004, la prépublication de Vampire Knight commence dans le magazine LaLa. La série a du succès, la série a 2,3 millions d'exemplaires vendus avec 07 tomes en 2008. Chaque nouveau tome se retrouve dans les classements des meilleures ventes, comme en 2009 avec le 10e tome à la 8e place avoisinant les 100 000 exemplaires vendus ou en 2011 avec le 15e tome à la 4e place dans le top ORICON,. De plus, la série est adaptée en CD-Drama et en anime, avec deux saisons sorties en 2008,,. Au 18e tome, le tirage de la série est de plus de cinq millions d'exemplaires. En 2013, la série se termine avec 19 tomes.
Après la publication de la série suivante, Shuriken to Pleats en 2014, qui a été très courte avec deux tomes, elle commence en 2016 la prépublication de Vampire Knight Memories, qui devait être à l'origine un oneshot et qui a finalement débouché sur une série. En 2022, la série est toujours en cours.
En 2019, une exposition a lieu à Tokyo et à Niigata pour les vingt-cinq ans de carrière de Matsuri Hino,.
L'auteure a fait de nombreuses illustrations pour les calendriers du magazine LaLa comme pour le mois de décembre 2001 avec Captive Hearts, avril 2004 avec Meru Puri, 2007, 2008, janvier 2009, octobre 2010, 2015 avec Vampire Knight, et 2021 avec Vampire Knight Memories.
Au Japon, ses mangas sont prépubliés dans les magazines LaLa, LaLa DX, Ane LaLa et Shiro LaLa. En France, ses séries sont publiées chez Panini, et Meru Puri est la première série de l'auteure publiée dans le pays en 2005.
Depuis juin 2009, elle possède un blog où des informations sur sa vie et ses séries sont postées. Elle possède aussi un compte Instagram où elle poste quelques informations,.
En France, en juillet 2009 elle remporte le Japan Expo Awards dans la catégorie shôjo pour Vamvpire Knight, et en 2017 elle remporte le prix Mangawa (créé en 2005) dans la catégorie shôjo pour sa série Shuriken to Pleats,,,. Elle a fait partie d'un jury pour le prix Hakusensha Athena Rookie of the Year en 2009, 2011 et 2013, ainsi que pour le prix LaLa Manga Scout Course, et en 2021 pour le 4e prix LaLa Labo! 1 day High Speed Manga,,,,,,,. L'auteure a fait de nombreuses interviews pour l'éditeur américain Viz Media,. Il n'y a pas d'interview française.
Son âge est inconnu mais elle semble être née au début des années 1970. Après l'université, Matsuri Hino voulait travailler dans l'architecture ou dans le logement, mais après avoir eu un différend avec la personne chargée des ressources humaines, elle a décidé de devenir une mangaka. Elle aime les chiens, les chats, et l'été,,. Elle a le permis de conduire,. Concernant sa famille, elle a un petit frère, et sa mère l'aide pour ses dessins ainsi que la cuisine,. De ses 3 à 12 ans, Hino a fait du piano. Par le passé, elle a aidé une amie pour ses dessins, mais elle n'a jamais été officiellement une assistante. L'auteure a progressivement inclus la tablette graphique dans ses illustrations couleurs. Et concernant la musique, elle aime le groupe japonais ON/OFF qui a notamment participé aux génériques de début de Vampire Knight,.
Matsuri Hino a fait de nombreux voyages à l'étranger comme en Chine, aux Etats-Unis en 2006 pour la Comic-Con, en Allemagne, en République Tchèque, en Autriche et à Taïwan en 2011 pour la 12e édition du Taipei Comic Expo,,,,,.
Elle est amie avec les mangakas Yuna Sasaki, Ikura Sugimoto, et proche de Bisco Hatori,,.

## Œuvres

### Pré-début professionnel
- 1995 : Kiss no Honto no Imi wo Oshiete (キスの本当の意味を教えて, Kisu no Hontō no imi wo Oshiete?), chapitre oneshot, LaLa, publié dans le tome 05 de Captive Hearts, Hakusensha

### Mangas
- 1995 : Kono Yume ga Sametara (この夢が覚めたら?), chapitre oneshot, LaLa DX, non publié, Hakusensha
- 1995 : Junshin ni, Akuma Tekini… (純真に、アクマ的に…?), chapitre oneshot, LaLa DX, non publié, Hakusensha
- 1996 : Kyūsen no Mon (九泉の門?), chapitre oneshot, LaLa DX, non publié, Hakusensha
- 1997 : Suki ni Ikitai! (好きにいきたい!?), chapitre oneshot, LaLa DX, non publié, Hakusensha
- 1998 : Père Noël no Nagai Yoru (ペール・ノエルの長い夜, Pēru noeru no nagai yoru?), chapitre oneshot, LaLa DX, publié dans le tome 03 de Captive Hearts, Hakusensha
- 1998 : Bonsai shi to Ibara jou (ボンサイ氏とイバラ嬢?), chapitre oneshot, LaLa DX, non publié, Hakusensha
- 1998 : Real no Arashi (リアルの嵐, Riaru no Arashi?), chapitre oneshot, LaLa DX, publié dans le tome 01 de Captive Hearts, Hakusensha
- 1999 : Jikan wo Kourasete (時間を凍らせて?), chapitre oneshot, LaLa DX, publié dans le tome 01 de Captive Hearts, Hakusensha
- 1999-2002 : Captive Hearts (とらわれの身の上, Toraware no Minoue?), LaLa, 05 tomes, Hakusensha
- 2002-2004 : Meru Puri (めるぷり メルヘン☆プリンス, Meru Puri Meruhen ☆ Purinsu?), LaLa, 04 tomes, Hakusensha
- 2005 : Wanted, oneshot, LaLa DX, Hakusensha
- 2005-2013 : Vampire Knight (ヴァンパイア騎士, Vanpaia Naito?), LaLa, 19 tomes, Hakusensha
- 2011 : Watashi to Fukigen na Panya-san (私と不機嫌なパン屋さん?), chapitre oneshot, Shiro LaLa, non publié, Hakusensha
- 2014 : Yoshihime to Ushio (吉姫と丑男?), chapitre oneshot, Ane Lala, non publié, Hakusensha
- 2014-2015 : Shuriken to Pleats (手裏剣とプリーツ, Shuriken to Purītsu?), LaLa, 02 tomes, Hakusensha
- 2016 : Mattete Darling! (まっててダーリン!!!?), chapitre oneshot, Ane Lala, non publié, Hakusensha
- 2016- : Vampire Knight Memories (ヴァンパイア騎士memories?), LaLa DX, Hakusensha

### Light novels
- 2008 : Cœur de glace (ヴァンパイア騎士 憂氷の罪, Vanpaia Naito: Aisu burū no tsumi?) - en tant que dessinatrice et Ayuna Fujisaki au scénario
- 2008 : Le Piège noir (ヴァンパイア騎士 凝黒の罠, Vanpaia Naito: Nowāru no wana?) - en tant que dessinatrice et Ayuna Fujisaki au scénario
- 2013 : Flail no Yume - en tant que dessinatrice et Ayuna Fujisaki au scénario

### Autres
- 2001, 2004, 2007, 2008, 2009, 2010, 2015, 2021 : Illustrations pour des calendriers
- 2008 : Vampire Knight - Fanbook Officiel Cross X
- 2010 : Vampire Knight - Illustrations

## Adaptations

### Anime
- 2008 : Vampire Knight et Vampire Knight Guilty (Studio Deen)

### CD-Drama
- 2001 : Toraware no Minoue (1)
- 2003 : Meru Puri (1)
- 2006 et 2007 : Vampire Knight (2)
- 2019 : Vampire Knight Memories (1)

### Jeu Vidéo
- 2009 : Vampire Knight, jeu Nintendo DS

## Récompenses
- 1995 : Lauréate du 40e Award LaLa Manga Scout (LMS), Diamond Rookie (2e) pour Kiss no Honto no Imi o Oshiete
- 1995 : Lauréate du 9e LaLa Manga Grand Prix (LMG), Gold Debut (3e) pour Kono Yume ga Sametara
- 1999 : Lauréate du 24e Prix Hakusensha Athena Rookie of the Year, Outstanding debut
- 2009 : Lauréate du 4e Japan Expo Awards dans la catégorie shôjo pour Vampire Knight
- 2017 : Lauréate du Prix Mangawa dans la catégorie shôjo pour Shuriken to Pleats